# Riccordia
Riccordia é um gênero com táxons extantes de aves apodiformes pertencente à família dos troquilídeos, que inclui os beija-flores. O gênero possui quatro espécies que ainda são encontradas na natureza, adicionadas de outras duas espécies — estas extintas recentemente, durante a "sexta extinção em massa" em decorrência do declínio recente da biodiversidade —, totalizando seis espécies; que se distribuem exclusivamente na região caribenha, restritamente nas chamadas Índias Ocidentais, em florestas primárias e secundárias ou altamente degradadas de clima tropical e litorâneas, bem como terras agrícolas e áreas urbanas e semi-urbanas bem arborizadas, florestas montanhosas às plantações de café e cacau. As espécies deste gênero são, vernaculamente, denominadas, ambos em português brasileiro e europeu, como esmeraldas, exceto por a espécie Riccordia bicolor, que recebe a denominação de "beija-flor-bicolor".
Este gênero é o único exemplo do impacto da "sexta extinção em massa" — e também de qualquer evento de extinção deste tipo — em beija-flores americanos. O outro evento exterminador desta espécie que seria capaz de extinguí-los ocorreu durante o Oligoceno ao oeste da Alemanha, há cerca de 30 milhões de anos. As informações existentes sobre as espécies extintas — esmeralda-de-brace e esmeralda-de-gould — são pouquíssimas, não sabendo nem mesmo suas áreas de distribuição exatamente, muito menos seus comportamentos. Os últimos registros da esmeralda-de-brace seriam realizados ao final do século XIX, em 1877, ao que a outra espécie extinta, a esmeralda-de-gould, teve seu último registro em 1861. Entretanto, atualmente, a maioria significativa das espécies que resistiram às ações humanas estão classificadas por "pouco preocupante" pela BirdLife International, mas com um declínio recente da quantidade de indivíduos existentes aptos para reprodução.

## Descrição
Estes beija-flores apresentam uma média entre 8,5 a 11,5 centímetros de comprimento, enquanto a média de peso varia de 2,5 a 5 gramas. Geralmente, os seus espécimes machos são sutilmente maiores e mesmo mais pesados do que as fêmeas. Ambos os sexos de esmeraldas apresentam características morfológicas em comum nas espécies extantes, como o bico preto e retilíneo, com a mandíbula rosada na extremidade. O dimorfismo sexual acentuado se manifesta na sua plumagem, onde os machos são mais coloridos que as fêmeas, que possuem abdômen esbranquiçado e coloração mais pálida e cinzenta. As esmeraldas são beija-flores de hábitos sedentários, com alguns deles performando mudanças ocasionais de elevação. São geralmente verdes ou azuis-metálicos na cabeça, que possui as laterais acinzentadas nas fêmeas; com sua cauda bifurcada que, nos machos, é azul-metálica ou verde-brilhante. Nas fêmeas, seu bico é inteiramente preto e sua cauda é um pouco menos bifurcada. Nos juvenis, sua aparência se assemelha às fêmeas, com as características respectivas de cada sexo definidas após a fase adulta. Embora a existência de registros da aparência e do comportamento dos dois beija-flores extintos seja escassa e datada, acredita-se que os critérios acima se apliquem.

## Distribuição e habitat
As esmeraldas podem ser encontradas desde o norte das Bahamas, nas ilhas de Grande Bahama, a Grande Ábaco e Andros; seguindo a Isla de la Juventud, uma das principais ilhas do arquipélago cubano, por onde se distribui a Riccordia ricordii. Esta outra espécie se distribui pela ilha de São Domingos, incluindo países como República Dominicana e Haiti, onde a Riccordia swainsonii se encontra pela totalidade do território. A esmeralda-de-brace e a esmeralda-de-gould, que não possuem distribuição geográfica concisa, ocorreriam nas ilhas de Bahamas ou na Jamaica, tornando essa última a única espécie distribuída pelo país. Ao leste, a esmeralda porto-riquenha se distribui na localidade que lhe oferece sua denominação popular, em todo o território. Por último, a antigamente conhecida como Cyanophaia bicolor pode ser encontrada na região do Caribe denominada por Pequenas Antilhas, nas ilhas de Dominica e Martinica. Os beija-flores habitam principalmente florestas inabitadas ou ainda não introduzidas pela atividade humana, e habitando ocasionalmente florestas secundárias ou altamente degradadas com vegetação característica das matas de clima tropical, como as florestas montanhosas às vegetações litorâneas nas encostas. Recentemente, houve registros das esmeraldas em áreas semi-urbanas ou urbanas, como parques, praças e outros terrenos arborizados; bem como a ocorrência destas aves em plantações de café e cacau.

## Sistemática e taxonomia
Esse gênero foi introduzido primeiramente no ano de 1854, por um influente pesquisador alemão, Heinrich Gottlieb Ludwig Reichenbach, que reclassificaria uma quantidade de espécies significativa com o intuito de atualizar a classificação, tornando o gênero Ornismya um táxon obsoleto. Durante a introdução deste táxon, Ludwig Reichenbach definiria esmeralda-cubana, que foi descrita anteriormente pelo pesquisador François Louis Paul Gervais em 1835, como a espécie-tipo. Pouco tempo após sua introdução, este gênero seria reclassificado sinônimo de Chlorostilbon, que incluiria suas espécies até uma série de estudos publicados no século XXI. Ainda, duas espécies atualmente consideradas neste gênero seriam classificadas em gêneros monotípicos  como Cyanophaia bicolor e Erythronota elegans, com o primeiro sendo reconhecido por BirdLife International  e o segundo denotando a denominação de holótipos coletados pelo ornitólogo John Gould. O nome do gênero, bem como o descritor específico da espécie-tipo, são uma dedicatória ao cirurgião e naturalista francês Alexandre Ricord.
Um estudo filogenético molecular publicado em 2014 descobriu que Chlorostilbon era polifilético. Após a revisão da classificação para introduzir um táxon que cumprisse os critérios de monofilia, beija-flores antes classificados em Chlorostilbon e beija-flor-bicolor que anteriormente estava incluído em Cyanophaia seriam movidos para Riccordia, ressurgindo o gênero que foi introduzido por Reichenbach em 1854. Tal decisão seria reconhecida pelo South American Classification Committee em 2018. Depois, a União Ornitológica Internacional também reconheceria o ressurgimento do gênero, assim como a taxonomia de Clements. Porém, Handbook of the Birds of the World (HBW) da BirdLife International trata esses gêneros como os dois táxons separados Cyanophaia e Chlorostilbon.

### Espécies[1][5]
- Riccordia ricordii (Gervais, 1835), esmeralda-cubana – desde a encosta pacífica da Ilha dos Pinheiros, no arquipélago da Nova Caledônia, à Cuba, seguindo a Grande Bahama, até nas ilhas deGrande Ábaco e Andros
- Riccordia bracei (Lawrence, 1877), esmeralda-de-brace – espécie extinta; não existem registros da época confirmados, supostamente ocorreria nas Bahamas
- Riccordia swainsonii (Lesson, 1829), esmeralda-haitiana – principalmente nas florestas nubladas de Hispaniola
- Riccordia maugaeus (Audebert & Vieillot, 1801), esmeralda-porto-riquenha – principalmente nas florestas nubladas de Porto Rico
- Riccordia bicolor (Gmelin, 1788), beija-flor-bicolor – montanhas distribuídas por Dominica e Martinica, nas Pequenas Antilhas
- Riccordia elegans (Gould, 1860), esmeralda-de-gould – espécie extinta; não se sabe a distribuição exata, poderia ocorrer nas Bahamas ou Jamaica